# Индијан Трејл (Северна Каролина)
Индијан Трејл (енгл. Indian Trail) град је у америчкој савезној држави Северна Каролина.

## Демографија
По попису из 2010. године број становника је 33.518, што је 21.613 (181,5%) становника више него 2000. године.
| Група             | 2000.          | 2010.          |
| Белци             | 10.654 (89,5%) | 25.220 (75,2%) |
| Афроамериканци    | 637 (5,4%)     | 3.341 (10,0%)  |
| Азијати           | 114 (1,0%)     | 589 (1,8%)     |
| Хиспаноамериканци | 295 (2,5%)     | 3.658 (10,9%)  |
| Укупно            | 11.905         | 33.518         |